# Верма
Верма — озеро на территории Лендерского сельского поселения Муезерского района Республики Карелия.

## Общие сведения
Площадь озера — 0,6 км². Располагается на высоте 204,8 метров над уровнем моря.
Форма озера продолговатая, вытянуто с юга на север. Берега озера каменисто-песчаные, изрезанные, местами заболоченные.
В озеро втекают две небольших реки: Чёрная (с юго-запада) и Ругая (с севера).
Из озера вытекает одноимённая река, втекающая в реку Васка, которая в итоге впадает в реку Койтайоки.
У южной оконечности располагается единственный в озере безымянный остров.
Код водного объекта в государственном водном реестре — 01050000111102000011356.